# زينة جانبيه
زينة جانبيه، إعلامية لبنانية.

## حياتها
ولدت في بعلبك الهرمل لعائلة مسلمة، درست علوم الكومبيوتر في جامعة كابريو في كاليفورنيا، لكنها عادت إلى لبنان بسبب ظروف عائلية، فانتسبت إلى الجامعة اللبنانية الأميركية حيث اكملت اختصاصها، بعدما إنتقلت للعيش في العاصمة بيروت 

## مشوارها المهني
انطلاقتها كانت مع تلفزيون المستقبل عام 2000  حيث خضعت لدروس في الاداء وفي مخارج الحروف على يد الاستاذ عمر الزين
بدأت عملها في ربط الفقرات، ثم قدمت أول برنامج لها Whats up Rock الذي كانت خلاله تعرض أحدث الاغاني وشرائط التسجيل الاجنبية، وتستقبل عدداً من المشاهير في ميدان الغناء والتلحين والتأليف الموسيقي، منهم لوتشيانو بافاروتي وخوسيه كاريراس وراؤول دي بلازيو... وهي ما زالت تعتبر ان كل برنامج يقدم فكرة جديدة وموضوعات لم تعالج من قبل هو فرصة مهمة لها كي تبرز أفضل ما لديها.

### إبتعادها عن الشاشة
بعد وفاة شقيقتها عام 2004، انقطعت فترة عن التقديم، فظن البعض انها تركت العمل، لكنها في الواقع ما زالت تعمل فيه انما رفضت الظهور على الشاشة لكونها حزينة ومتعبة من جراء فقدانها لشقيقتها، فلم تعد تقدم برنامجا ثابتا تظهر فيه كل اسبوع انما قدمت خلال هذه الفترة ثلاثة تحقيقات كلّفت بها

### عودتها للشاشة
عام 2002 عادت للعمل في
إذاعة الشرق إلى جانب عملها في «تلفزيون المستقبل»
سافرت مراراً إلى بلدان عربية لتغطية مهرجان أو حفلة أو معرض بتكليف من «المستقبل» ومنذ مدة غير بعيدة قامت بتغطية مهرجان في دمشق وقبلها قدمت تحقيقاً عن مدينة بيروت بمناسبة شهر السياحة والتسوق وعام 2002 فقرات متخصصة عن خيم شهر رمضان المبارك في عالم الصباح. كما ذهبت إلى الكويت لتغطية مهرجان «منتدى المرأة العربي والاقتصادي»، ومهرجان «هلا فبراير». وقدمت تحقيقاً عن السياحة في لبنان تحت اسم «لبنان بالليل» و«سوق عكاظ» في الأردن برعاية الملكة رانيا إضافة
لتغطية معرض مجوهرات في البحرين وابوظبي
كما شاركت طوني خليفة في تقديم حفلة
أقامها مركز سرطان الأطفال في أحد المنتجعات شمال بيروت بهدف التبرع للاطفال المصابين بالسرطان، وكان ريع البطاقات مخصصاً لمساعدة الأطفال المرضى. وكانت اليسا نجمة الحفل وقدمت نفس الحفل هذه السنة في منتجع آخر في شمال لبنان مع طوني بارود وكان الفنان ملحم بركات نجم الحفل وعام 2006 قدمت برنامجا على
قناة زين التابعة للمحطة 
عام 2008 شاركت الفنان
نقولا سعادة نخلة في ڤيديو كليب أغنية «كوني مرا». بعدما التقته في المحطة التي تعمل فيها، وقد عرض عليها فكرة المشاركة في الكليب ووافقت، خاصة انها جسدت دور مقدمة برامج وهي المهنة التي تمارسها في حياتها الطبيعية.

## البرامج التي قدمتها

### على إذاعة الشرق
- «شو اخبارنا»
- يا هلا
- توب تن

### على تلفزيون المستقبل
- Whats up Rock
- Future Rocks
- «الليل المفتوح»
- «بعد سهار»
- «مساء الورد»
- «شو هي الغنية».
- سهر الليالي
- أجندة

### على قناة زين
- المناقصة

## تكريمات
2011: تكريم منّ مركز اخبار الفنانين Artists News Center  لبنان